# 郑维新
郑维新（？—？年），字敬甫，號豐湖，廣東惠州府歸善縣人。明朝官员。

## 生平
弘治十七年（1504年）甲子科廣東乡试舉人，授东平州学正，奉母就养，勤约如诸生。擢授浙江道监察御史，巡视河東、陕西临洮，正德十六年（1521年）巡视库藏，嘉靖二年（1523年）二月升湖广按察司佥事，升广西布政司參議，卒于官。